# Hope Mills
Hope Mills est une ville américaine située dans le comté de Cumberland, en Caroline du Nord.
En 2010, sa population était de 15 176 hab.

## Démographie
| 1890 | 1900 | 1910 | 1920 | 1930 | 1940 |
| ---- | ---- | ---- | ---- | ---- | ---- |
| 456  | 881  | 964  | 783  | 971  | 900  |

| 1950  | 1960  | 1970  | 1980  | 1990  | 2000   |
| ----- | ----- | ----- | ----- | ----- | ------ |
| 1 077 | 1 109 | 1 866 | 5 412 | 8 184 | 11 237 |

| 2010   | - | - | - | - | - |
| ------ | - | - | - | - | - |
| 15 176 | - | - | - | - | - |

## Source
- (en) Cet article est partiellement ou en totalité issu de l’article de Wikipédia en anglais intitulé « Hope Mills, North Carolina » (voir la liste des auteurs).